# Tagiadinae
De Tagiadinae zijn een onderfamilie van vlinders in de familie van de dikkopjes (Hesperiidae).

## Geslachtengroepen
- Tagiadini Mabille, 1878
- Celaenorrhinini Swinhoe, 1912
- Netrocorynini Grishin, 2019